# راک قرون‌وسطایی
فولک راک قرون‌وسطایی (انگلیسی: Medieval folk rock) یا راک قرون‌وسطایی یا فولک قرون‌وسطایی سبکی از موسیقی است که عناصر موسیقی اولیه را با موسیقی راک ترکیب می‌کرد. این سبک اوایل دهه ۱۹۷۰ در بریتانیا و آلمان ظهور کرد و در میانه‌های آن دهه بیشترین محبوبیت را تجربه کرد. راکِ قرون وسطایی برآمده از جنبش‌های الکتریک فولک و پراگرسیو فولکِ اواخر دهه ۱۹۶۰ بود و با وجود نامی که برخود داشت، معمولاً به گسترهٔ وسیعی از انواع موسیقی‌هایی که عناصر موسیقی اولیه، قرون وسطا، رنسانس و باروک را در خود داشتند، اطلاق می‌شد.
راک قرون وسطایی خیلی زود با از هم پاشیدن گروه‌های مرتبط با آن از رونق افتاد اما تأثیر بسزایی در گسترش پراگرسیو راک (و از رهگذرِ آن موسیقی هوی متال) داشت. اخیراً راک قرون وسطایی در قالب سبک‌های دارک وِیو، موسیقی نوقرون‌وسطایی و متال قرون‌وسطایی، مجدداً مطرح شده‌است.